# Ki Du
Albums de Gilles Servat
La Blanche Hermine
(1972) L'Hirondelle
(1974)
Ki Du est le deuxième album studio de Gilles Servat, paru en 1973 chez Kelenn. 
Ce 33 tours n’a pas été réédité en CD.

## Description des chansons
André-Georges Hamon analyse l'œuvre musicale de Gilles Servat dans son livre Chantre de toutes les Bretagnes en 1981 : « Si les bruits du vent et de la mer se rencontrent dans nombre de ses mélodies, ce n'est jamais dans un souci romantique, mais bien pour marquer les erreurs, accuser, vilipender les actions d'un pouvoir centralisateur. Célébrer la liberté recouvrée. ».
Il cite ainsi la chanson Gweledigezh en exemple : « Il naîtra un enfant de cet accouplement / Noir comme ma peine et rouge comme mon sang / Il tuera les mouettes, ces voleuses de vies / Et il vivra libre, dans un pays de fruits. Je le vois dans la mer et dans sa transparence / La haine sera le nerf de notre descendance / Et les hyènes qui nous mangent, moelle et intelligence / Pourriront ! Et jolie sera leur purulence. »

## Titres de l'album
1. Demain (|Gilles Servat) - 2:22
2. Son An Everien Gwad (Gilles Servat) -
3. L'île de Groix (Michelle Le Poder / Gilles Servat) - 4:26
4. Prière Bretonne (Gilles Servat) - 3:19
5. Toi Paris tu m'as pris dans tes bras et j'ai eu du pot de m'en sortir (Gilles Servat) - 3:01
6. Gweledigezh (Gilles Servat) - 3:05
7. Crubelz (Gilles Servat) - 3:09
8. Peuples Locataires (Gilles Servat) -
9. Trugarekadenn (Yann-Ber Piriou / Gilles Servat)  -
10. Défloraison Publicitaire (Gilles Servat) - 3:21
11. Les Colonies (|Gilles Servat) - 3:32
12. Ki Du (Gilles Servat) - 3 :31

## Musiciens
- Daniel Potey, orgue, piano
- Bernard Grosmolard, guitare
- Alain Monnié, guitare basse
- Jacky Elie, batterie
- Gérard Delahaye, guitare
- Gilles Gardon, guitare
- René le Marer, contrebasse
- Kristen Noguès, harpe celtique